# Lama

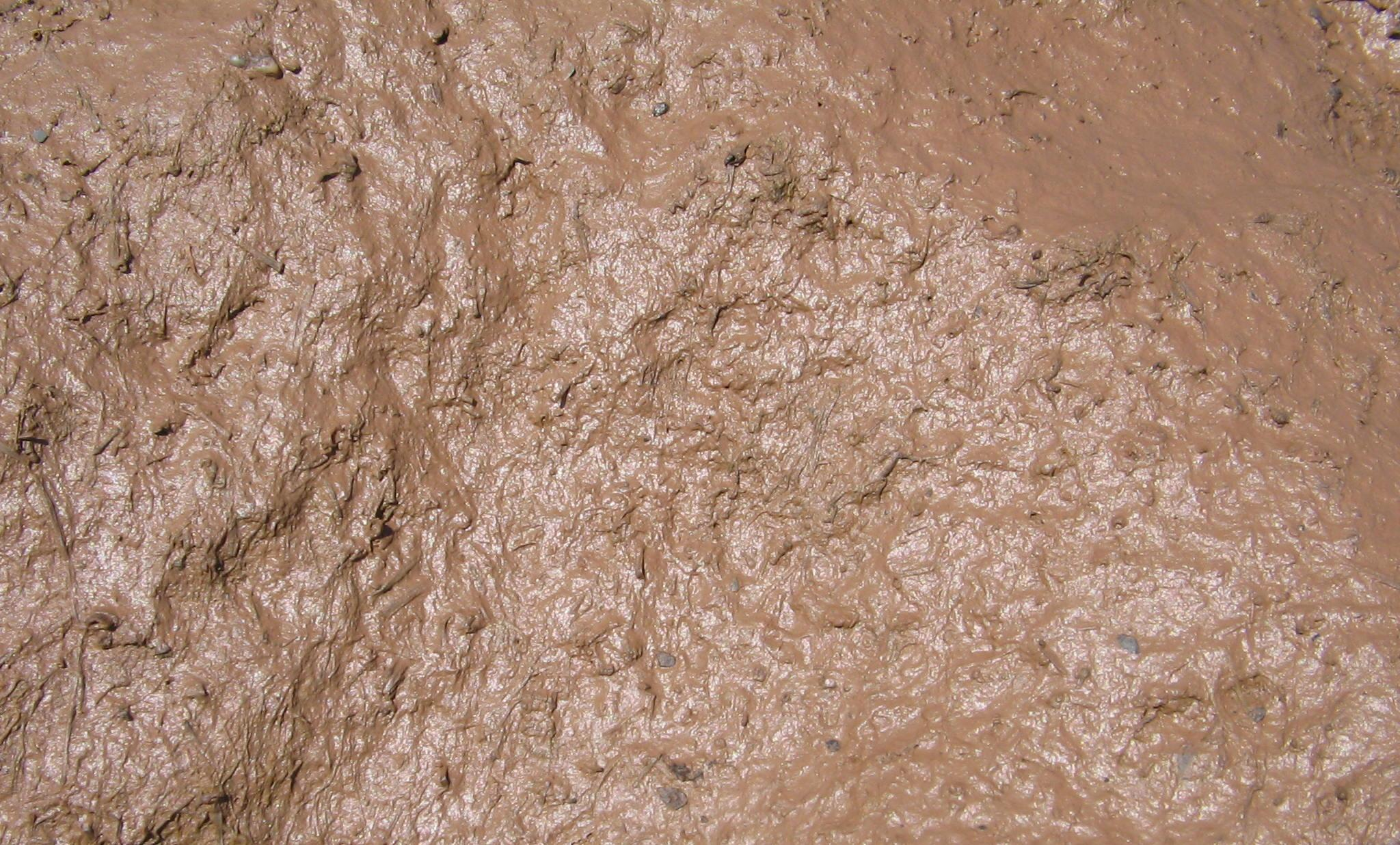
Uma poça de lama

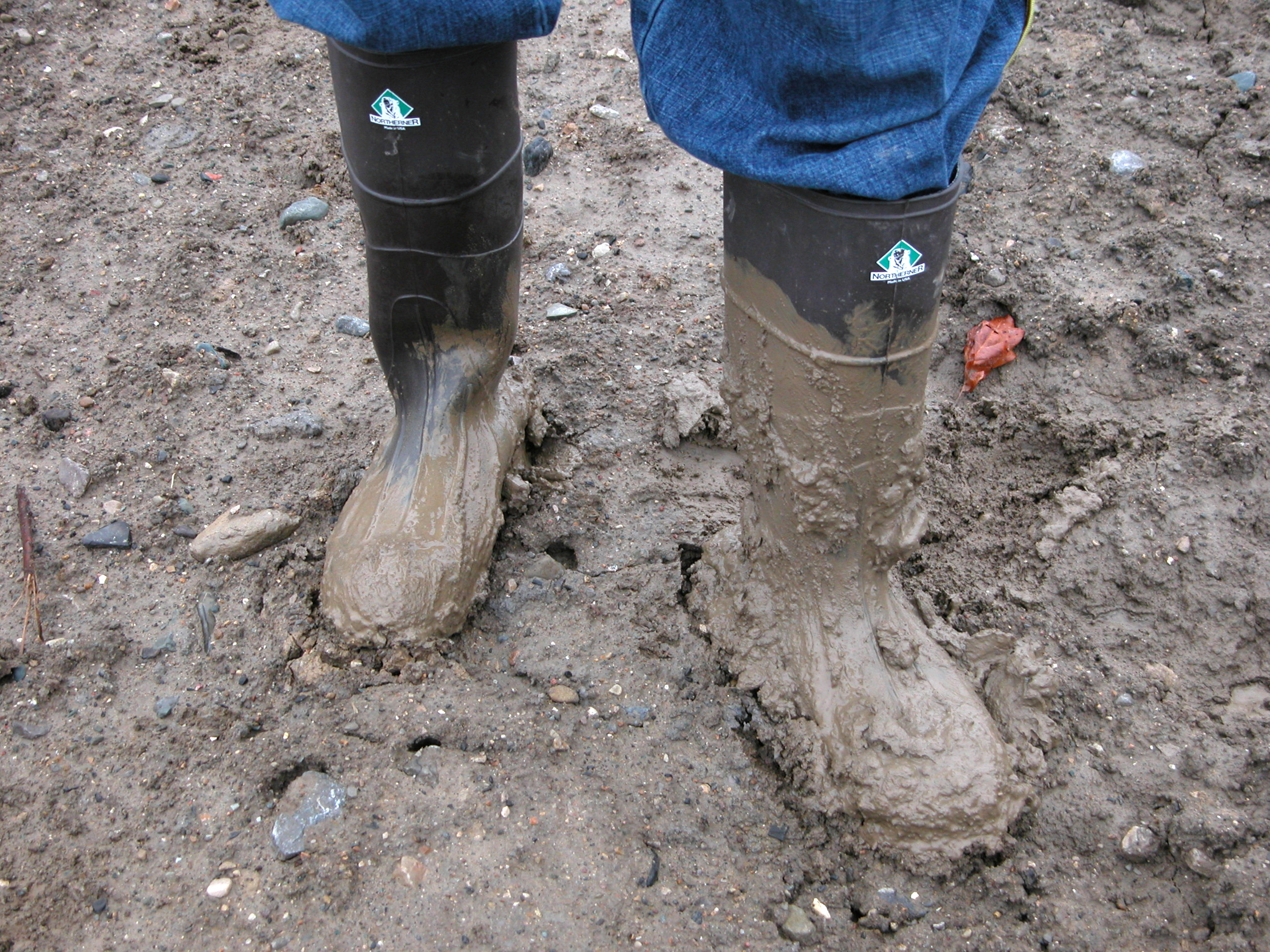
Lama nas botas de um homem

Lama é uma mistura pastosa de terra, argila e água.
A lama pode ser eficaz na preservação de estruturas. Em Setembro de 2017, um Peugeot 104 foi encontrado soterrado em lama num pântano da região de Champanhe, em França, onde estava desde que fora roubado em 1979. Apesar do motor estar irremediavelmente danificado, a estrutura do carro estava em geral em boas condições, tendo-se preservado inclusive a cor dos bancos, no interior da viatura.

## Lameiro
Os lameiros são locais com grande quantidade de lama que caracterizam-se pela presença de um prado permanente e seminatural, que fornece forragem animal e protege o solo da erosão, impedindo que seja levado pelas águas de escorrência. Os lameiros situam-se preferencialmente junto a linhas de água ou zonas húmidas, beneficiando de regadio e ocupando, como tal, os melhores solos.